# Aba-wa
Aba-wa est un village situé dans la région de Bago dans le sud-est de la Birmanie. Il est situé à environ 45 kilomètres au nord-est de Bago.